# Klein Zecher
Klein Zecher là một đô thị thuộc huyện Lauenburg, trong bang Schleswig-Holstein, nước Đức. Đô thị Klein Zecher có diện tích 9,11 km², dân số thời điểm 31 tháng 12 năm 2006 là 248 người.